# Acropora pocilloporina
Acropora pocilloporina är en korallart som beskrevs av Wallace 1994. Acropora pocilloporina ingår i släktet Acropora och familjen Acroporidae. Inga underarter finns listade i Catalogue of Life.